# Ramesseum
El Ramesseum es el nombre dado al templo funerario egipcio ordenado erigir por Ramsés II, y situado en la necrópolis de Tebas, en la ribera occidental del río Nilo, frente a la ciudad de Luxor, junto al pequeño templo dedicado a su madre Tuya. 
El nombre fue acuñado por Jean-François Champollion, que visitó sus ruinas en 1829 y fue el primero en identificar los nombres y títulos de Ramsés en sus muros. Su nombre original era Casa del millón de años de Usermaatra Setepenra, que une la ciudad de Tebas con el reino de Amón.
Ocupa una superficie de diez hectáreas.

## Ramsés II
Ramsés fue un faraón de la Decimonovena Dinastía de Egipto. Gobernó durante 67 años, en el siglo XIII a. C., en el apogeo del poder y la gloria de Egipto. La duración fuera de lo común de su reinado, la abundancia del erario público y la vanidad personal del faraón, hizo de Ramsés un rey que dejó un recuerdo imborrable en el país. 
Su herencia se puede comprobar en el legado arqueológico, en los muchos edificios que Ramsés construyó, amplió o usurpó en todo el territorio egipcio. El más espléndido de ellos, construido de acuerdo con las prácticas funerarias del Imperio Nuevo habría sido su templo conmemorativo: un lugar dedicado a la adoración del faraón, casi un dios en la tierra, donde su memoria se mantendría viva después de su paso por este mundo. Los registros existentes indican que se comenzó a trabajar en el proyecto poco después del comienzo de su reinado, y continuó durante veinte años.

## Descripción
Tiene una estructura clásica: el templo funerario de Ramsés sigue los cánones de la arquitectura de templos del Imperio Nuevo, orientado de noroeste a sureste, con dos pilonos de 68 metros de anchura. En el primer pilono se registra su conquista, el octavo año de su reinado, de una ciudad llamada Shalem, en la que algunos creen ver a Jerusalén. 

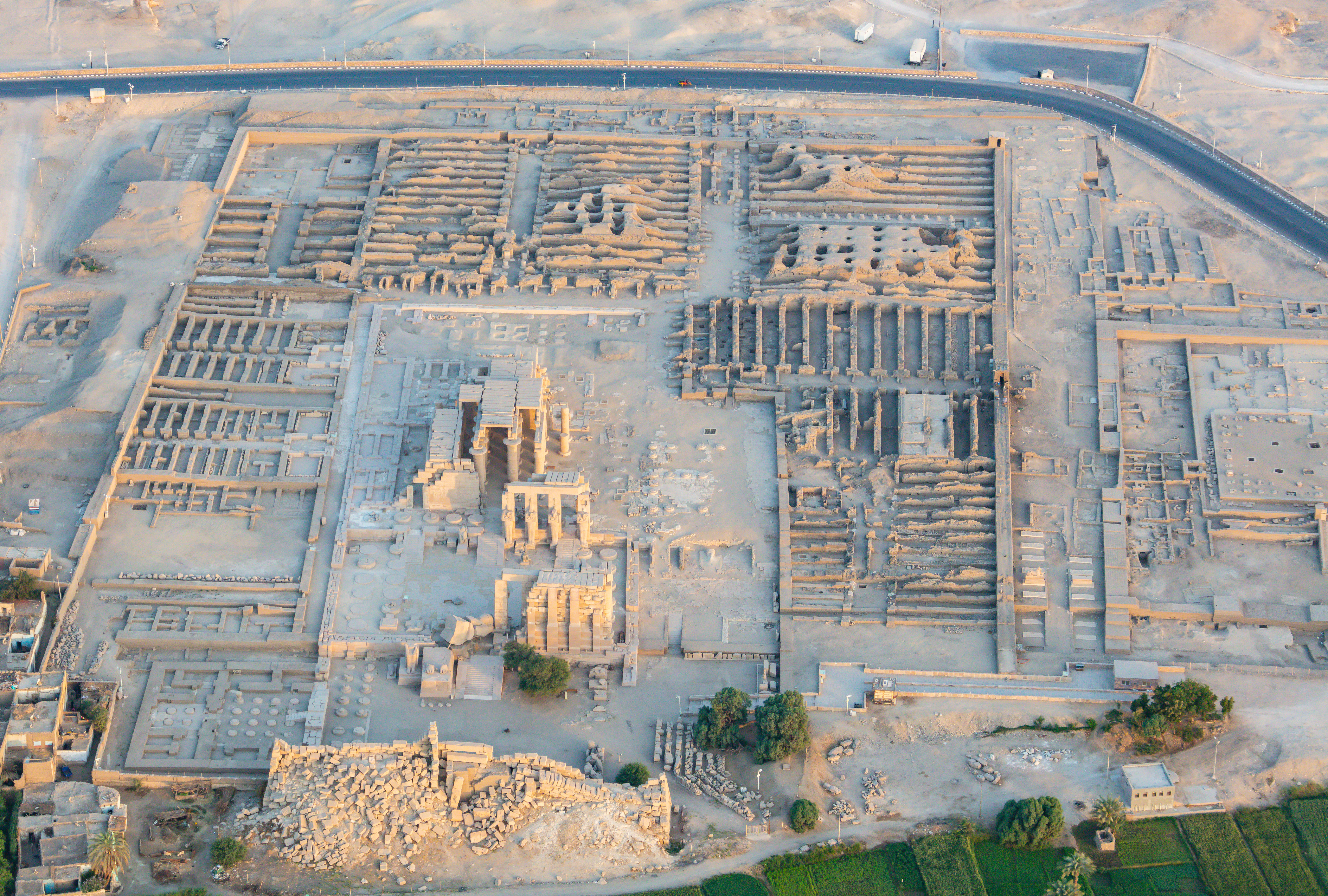
Vista aérea: se ven los restos de los pilonos, las columnas de patios y santuarios, y los edificios secundarios.

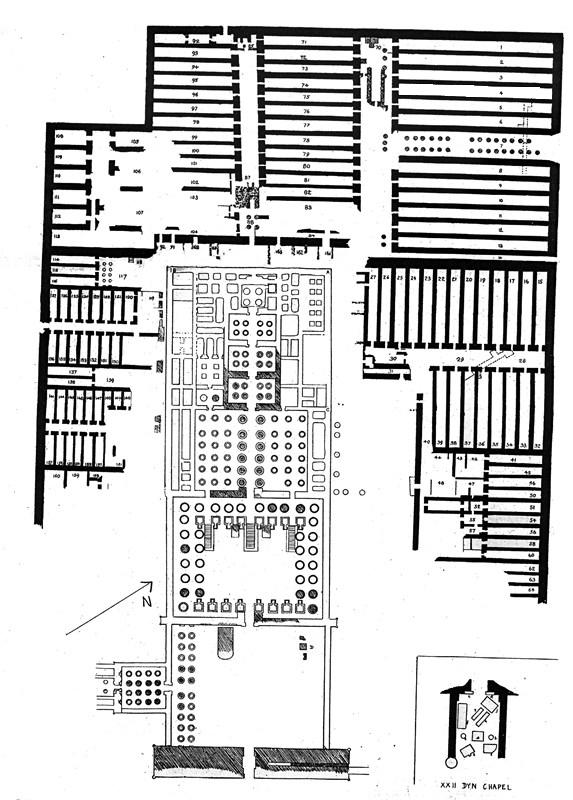
Plano del Ramesseum.

En el primer patio se encontraban los dos colosos sedentes del faraón Ramsés II, de los que sólo quedan fragmentos de la base y del torso de 17 metros de altura. 
El palacio real está la izquierda de este patio, y las estatuas del rey al fondo.
Los restos del segundo patio incluyen la fachada interna del segundo pilono y una porción del pórtico de Osiris a la derecha. En los muros están grabados los bajorrelieves del Poema de Pentaur que describen la batalla de Qadesh, y un festival en honor a Min, dios de la fertilidad. Las dos estatuas del rey, una en granito rosado y la otra en granito negro, flanquean la puerta del templo.
Treinta y nueve de las cuarenta y ocho columnas campaniformes con capiteles papiriformes todavía se mantienen en pie en la sala hipóstila, adornadas con escenas del rey ante varios dioses. El techo está pintado con estrellas de oro en un fondo azul, que permanece bien conservado, y los hijos e hijas de Ramsés aparecen en procesión en los muros de la izquierda. En el muro oriental están los bajorrelieves que narran el asalto a la fortaleza de Dapur. El santuario está compuesto por tres cuartos consecutivos, con ocho columnas, en uno de los cuales se guardaba la barca sagrada. Restos del primer cuarto, con el techo decorado con motivos astronómicos, y algunos restos del segundo cuarto son todo lo que se conserva.
Al norte y adyacente a la sala hipostila hay un templo más pequeño, dedicado a su madre, Tuya, donde se encontraba una estatua de la reina de 227 cm de altura, que fue llevada a Roma en tiempos de Calígula.
El complejo estaba rodeado por varios almacenes, graneros, talleres, y otros edificios auxiliares, algunos construidos posteriormente, incluso en época romana. 
Un templo dedicado a Seti I, del cual sólo quedan los cimientos, estaba a la derecha de la sala hipóstila. Todo el conjunto estaba rodeado por un muro de adobe que comenzaba en el pilono suroriental. 
Se han encontrado papiros y ostraca fechados en el Tercer periodo intermedio, siglo XI a. C. al VIII que indican que el templo tenía también una escuela importante, y que fue un centro económico, cultural y religioso. 
Ramsés edificó este templo sobre una tumba del Imperio Medio, en la que se han encontrado muchos objetos relativos al culto funerario.

## Conservación
Desgraciadamente, la piedra caliza, semejante a la de los templos Abu Simbel, que se usó para el Templo del millón de años no era la más adecuada para construir en Tebas, debido a la humedad por su situación junto al Nilo, cuyas inundaciones anuales fueron minando sus cimientos. La negligencia y la llegada de nuevas religiones también le afectaron: fue convertido en iglesia cristiana.  
Dejando a un lado la escalada de tamaño, por la que cada nuevo faraón se esforzaba en aventajar a sus predecesores en el volumen y tamaño de sus obras, el Ramesseum pertenece en parte al mismo tipo que el de Medinet Habu, de Ramsés III, o al templo perdido de Amenhotep III que estaba situado tras los Colosos de Memnón, apenas a un kilómetro de distancia.

## Excavaciones y estudios

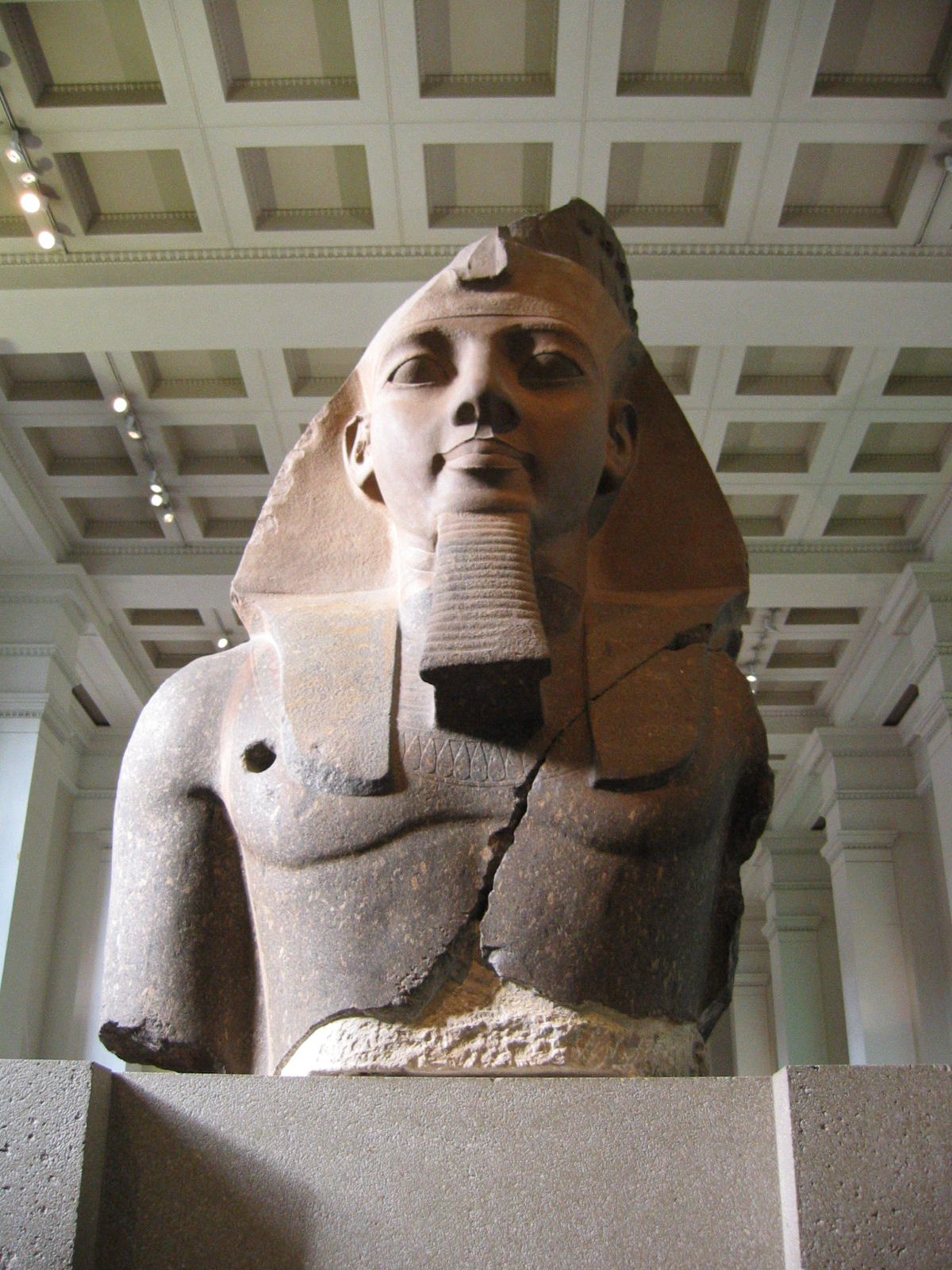
El Joven Memnon (Ramsés II).

Los orígenes de la egiptología se pueden remontar a la llegada a Egipto de Napoleón Bonaparte en el verano de 1798. Evidentemente era la invasión de una potencia imperialista, pero influido por las ideas de la Ilustración, Napoleón llevó junto a sus tropas hombres de ciencia que más tarde escribieron más de veinte tomos con la Descripción de Egipto.
Entre ellos iban dos ingenieros, Jean-Baptiste Prosper Jollois y Édouard de Villiers du Terrage a quienes se asignó el estudio del Ramesseum, y lo identificaron como la Tumba de Osimandias o Palacio de Memnon, sobre el que Diodoro de Sicilia había escrito en el siglo I, llamando Osimandias al rey por una mala transcripción de su nombre: User-Maat-Ra (Ramsés II). 
El siguiente visitante fue el italiano Giovanni Belzoni, un feriante de profesión e ingeniero por vocación, convertido en coleccionista y vendedor de antigüedades. En 1815 llegó a El Cairo, en donde entró en tratos con el cónsul británico Henry Salt que le encargó recoger y trasladar del Ramesseum a Inglaterra uno de los bustos colosales de granito del llamado joven Memnon –en realidad se trataba de un gran fragmento de una estatua de Ramsés II. Gracias a sus conocimientos de hidráulica, Belzoni conseguía que la estatua de siete toneladas llegase a Londres en 1818. La expectación que levantó su llegada al museo fue grande, hasta el punto de que Percy Bysshe Shelley le dedicó su poema Ozymandias. En 1829 Champollion visitó el lugar y tradujo sus jeroglíficos, con lo que se logró conocer la finalidad del edificio y la identidad de su constructor.
En 1858 se crea el Servicio de Antigüedades y desde 1967 el gobierno egipcio tiene un organismo creado por la egiptóloga Christiane Desroches Noblecourt, el Centro Franco-Egipcio para el estudio de los Templos de Karnak (CFEETK), que tiene la misión de conservar el conjunto arquitectónico de esta zona.

## Galería

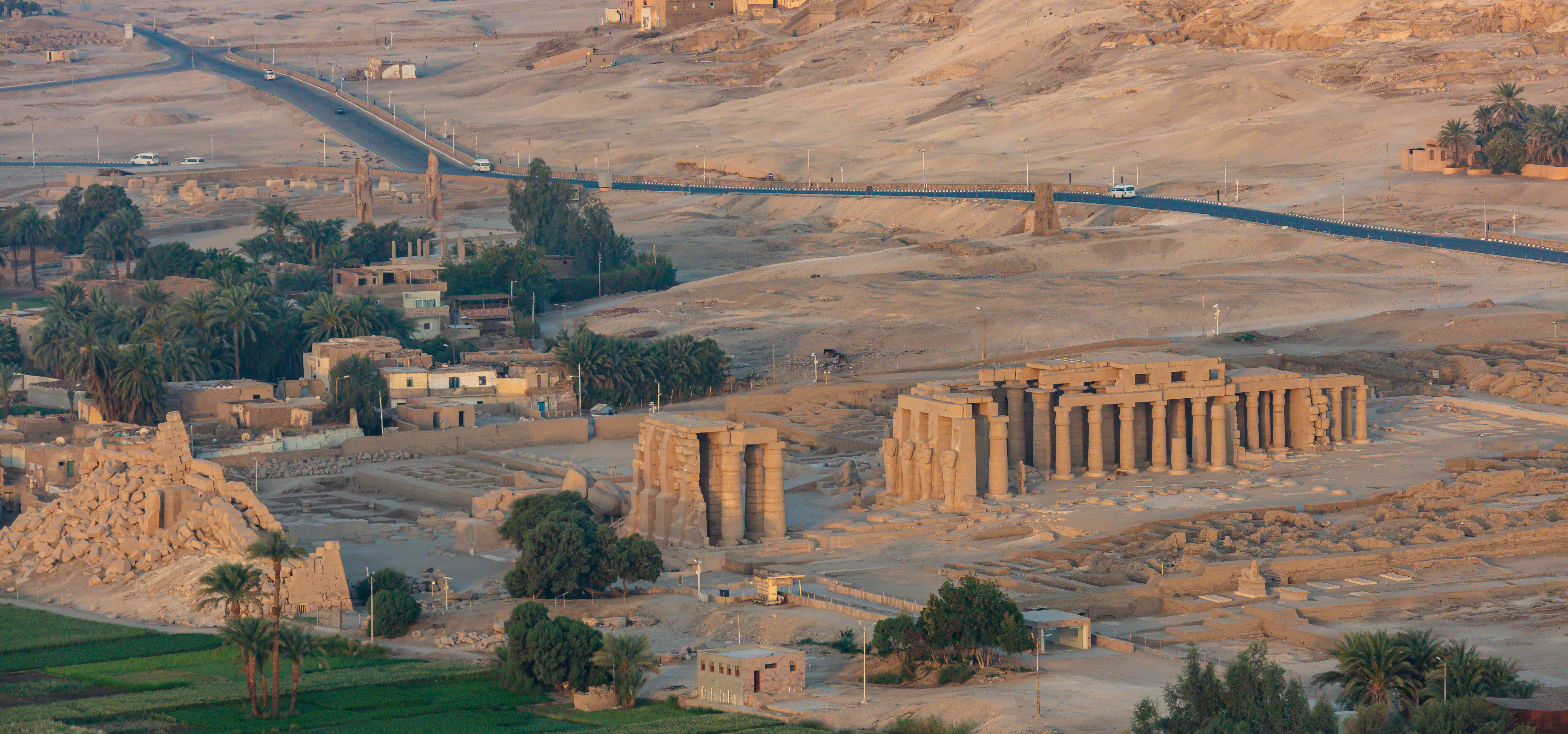
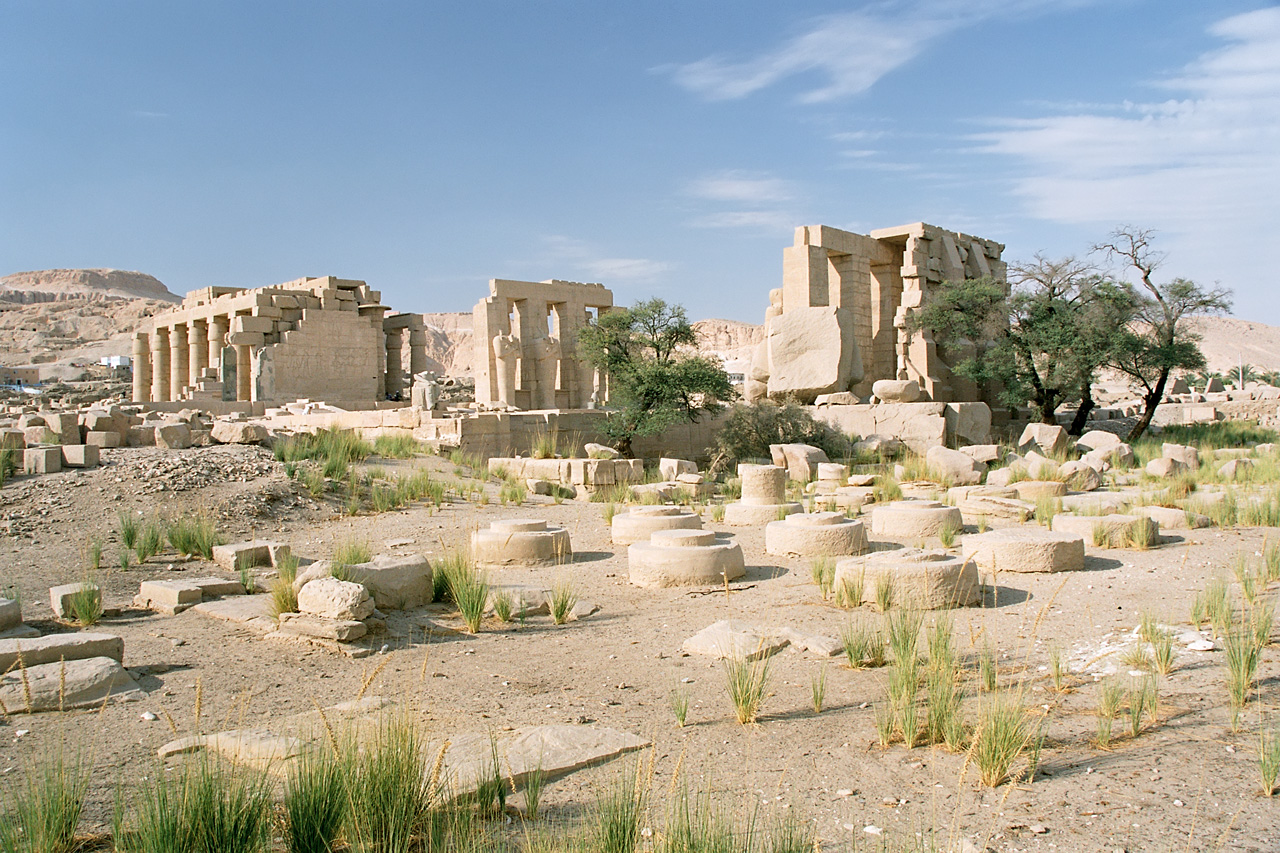
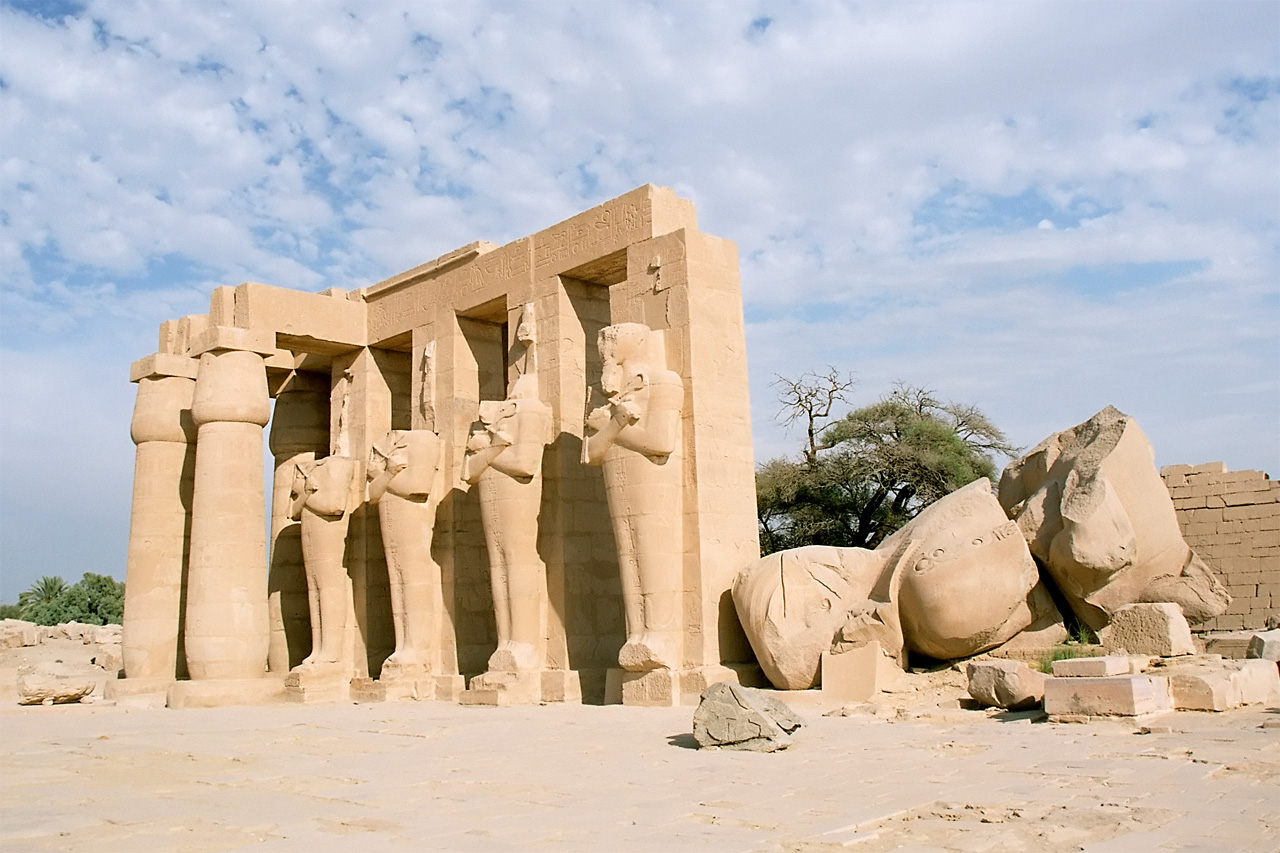
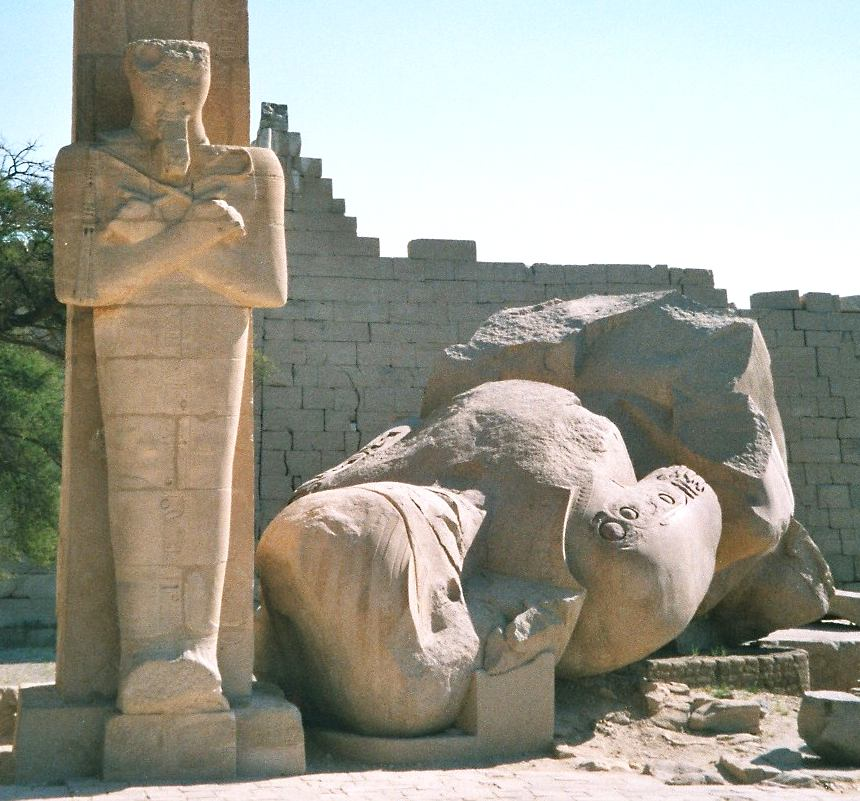
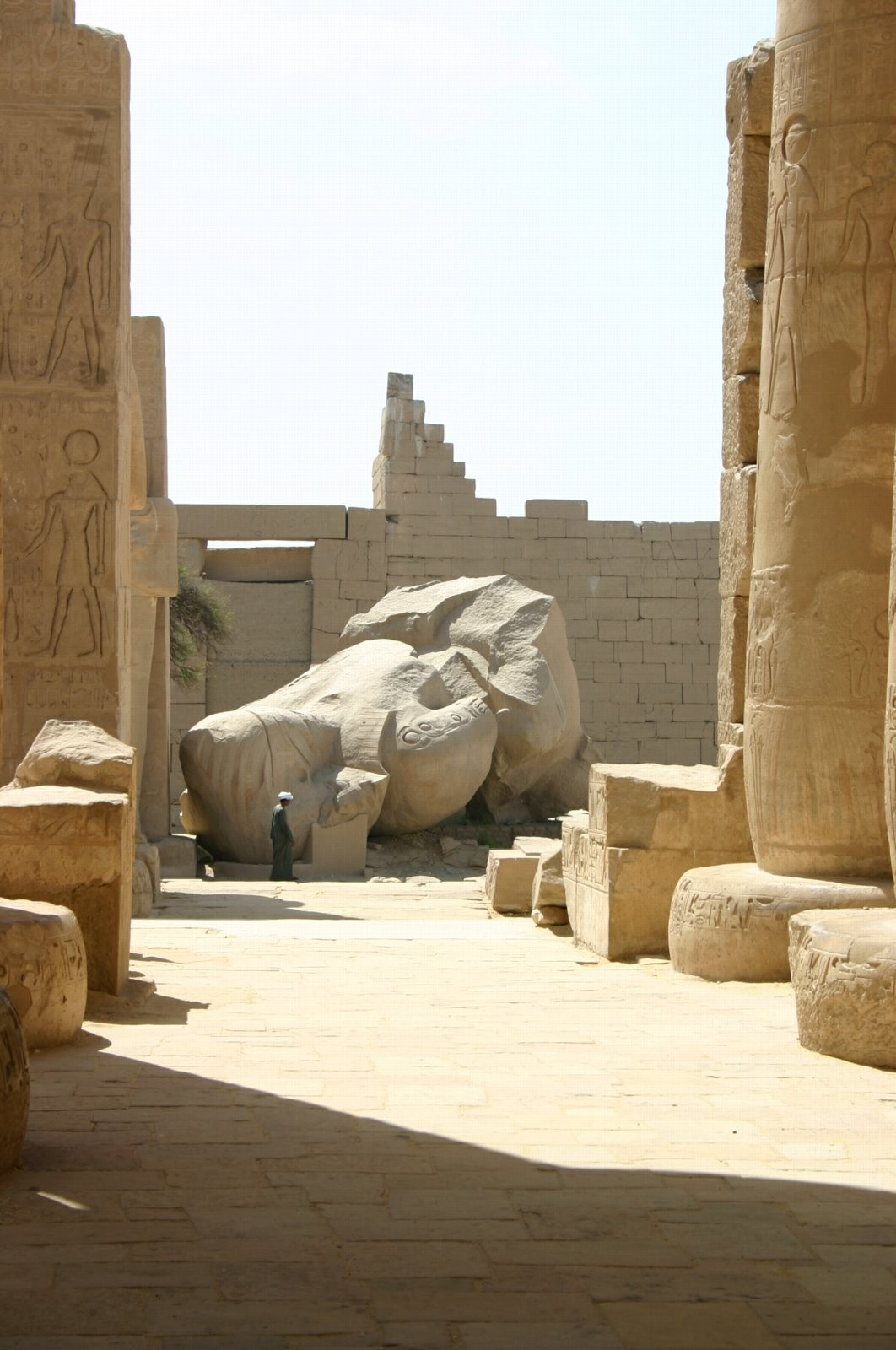
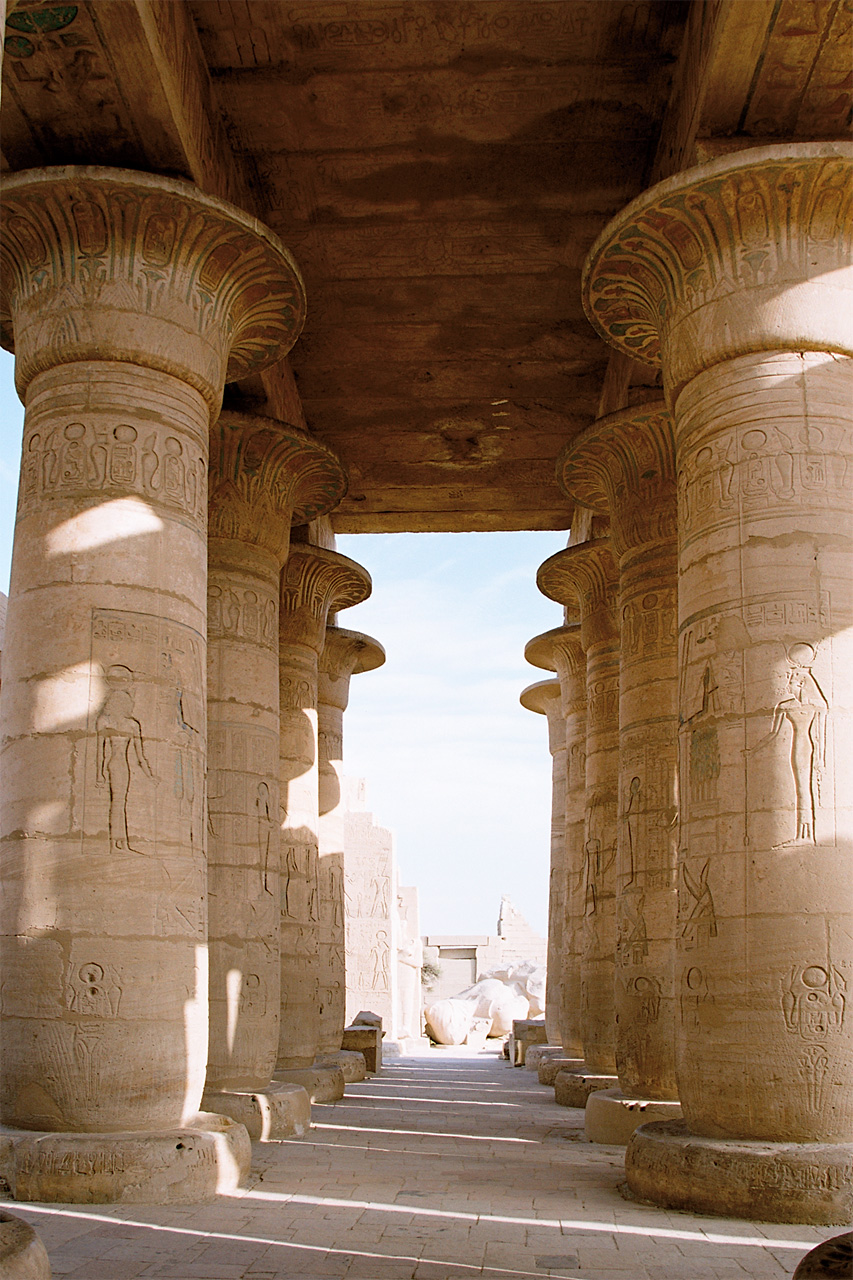
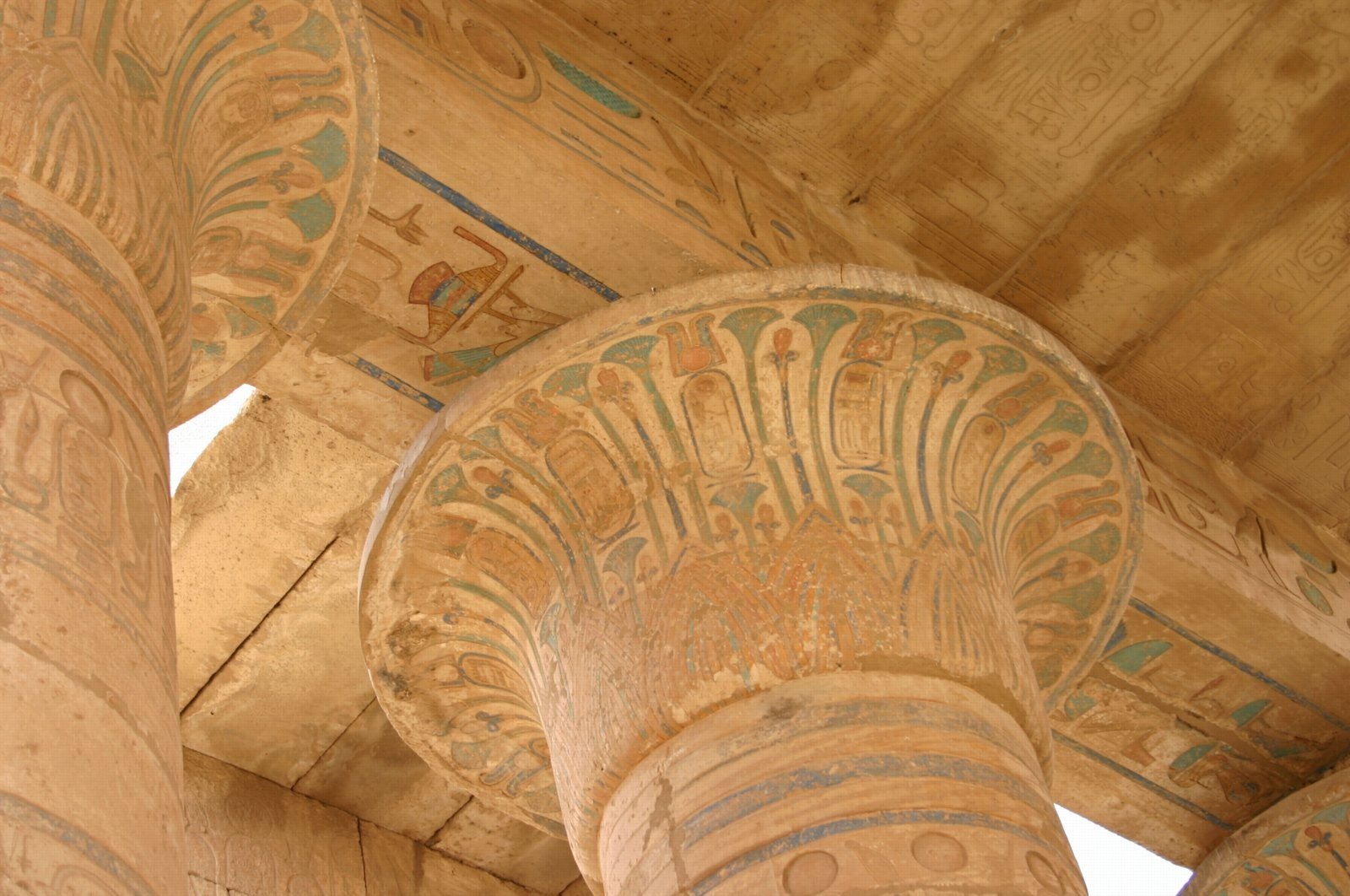
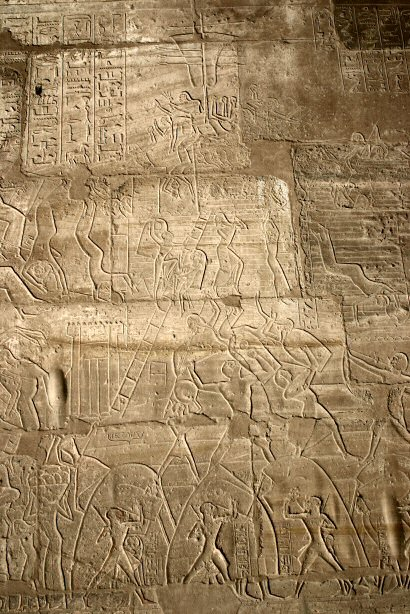